# جيمس روبرتس (لاعب كريكت)
جيمس روبرتس (بالإنجليزية: James Roberts)‏ (1 يوليو 1864 في المملكة المتحدة - 11 أغسطس 1911 في المملكة المتحدة) هو لاعب كريكت بريطاني (وحمل سابقاً جنسية المملكة المتحدة لبريطانيا العظمى وأيرلندا). لعب مع نادي مقاطعة ميدلسكس للكريكت ‏.

## وصلات خارجية
- جيمس روبرتس على موقع إي آس بي آن كريك إنفو (الإنجليزية)